# Hidrato de cloral
Hidrato de cloral é um sedativo e hipnótico assim como um reagente químico e precursor de sínteses orgânicas.  O nome hidrato de cloral indica que é formado do cloral (tricloroacetaldeído) pela adição de uma molécula de água. Sua fórmula química é C2H3Cl3O2.
Foi descoberto através da cloração do etanol em 1832 por Justus von Liebig em Gießen. As propriedades sedativas foram primeiro publicadas em 1869 e subsequentemente por causa de sua fácil síntese ele teve uma grande divulgação de seu uso.
Foi largamente usado excessivamente e receitado no final do século XIX. O hidrato de cloral é solúvel tanto em água quanto em etanol, facilmente formando soluções concentradas. Uma solução de hidrato de cloral em etanol chamada popularmente "gota knockout" foi usada para preparar uma "Mickey Finn", como chamou-se no passado, nos EUA, ou como é chamado no Brasil, um "boa noite Cinderela", ou acréscimo de sonífero numa bebida com fins criminosos.
O Hidrato de cloral também é utilizado no preparo lâminas para microscopia em meio de Hoyers. Este meio é um dos mais amplamente utilizados na preservação de ácaros em coleções zoológicas. Contudo, devido ao seu efeito sedativo o Hidrato de Cloral é rigidamente controlado no Brasil, dificultando sua utilização para este fim.
O hidrato de cloral, é, juntamente com o clorofórmio, um subproduto da cloração da água com fins de abastecimento público, se resíduos orgânicos estão presentes, com concentrações raramente excedendo 5 microgramas por litro (µg/l).

## Produção
Hidrato de cloral é produzido a partir do cloro e etanol em solução ácida. Em condições básicas a reação de halofórmio toma lugar e clorofórmio é produzido.
4 Cl2 + C2H5OH + H2O → Cl3CCH(OH)2 + 5 HCl